# Шоруньжинське сільське поселення
Шоруньжи́нське сільське поселення (рос. Шоруньжинское сельское поселение) — муніципальне утворення у складі Моркинського району Марій Ел, Росія. Адміністративний центр — село Шоруньжа.

## Історія
Станом на 2002 рік існувала Шоруньжинська сільська рада (село Шоруньжа, присілки Муканай, Паймир, Сапуньжа, Шлань, Шурга, Ямбатор), селище Уньжинський перебувало у складі Петровської сільської ради.

## Населення
Населення — 1623 особи (2019, 1893 у 2010, 2177 у 2002).

## Склад
До складу поселення входять такі населені пункти:
| Населений пункт     | Населення, осіб (2002) | Населення, осіб (2010) |
| ------------------- | ---------------------- | ---------------------- |
| Муканай, присілок   | 134                    | 102                    |
| Паймир, присілок    | 44                     | 38                     |
| Сапуньжа, присілок  | 128                    | 129                    |
| Уньжинський, селище | 148                    | 122                    |
| Шлань, присілок     | 474                    | 384                    |
| Шоруньжа, село      | 970                    | 899                    |
| Шурга, присілок     | 150                    | 108                    |
| Ямбатор, присілок   | 129                    | 111                    |